# Dany Robin
Dany Robin (* 14. April 1927 in Clamart, Hauts-de-Seine; † 25. Mai 1995 in Paris) war eine französische Schauspielerin.

## Leben
Nach einer klassischen Tanzausbildung arbeitete Robin zunächst als Bühnendarstellerin und Operntänzerin, bevor sie 1944 im französischen Film Lunegard ihr Spielfilmdebüt gab. In den 50er Jahren wurde sie durch Filme wie Frou Frou, La fête à Henriette und Julietta zu einem beliebten französischen Star. 1969 gelang ihr schließlich durch eine Rolle in Alfred Hitchcocks Thriller Topas der internationale Durchbruch. Es blieb ihr letzter Film.
Darüber hinaus spielte sie neben Heinz Rühmann in Zwischenlandung in Paris, neben Peter Sellers in Waltz of the Toreadors und der britischen Komödie Ist ja irre – Nur nicht den Kopf verlieren. Ihren letzten öffentlichen Auftritt hatte Robin, die in insgesamt 74 Filmen spielte, 1994 beim Theaterfestival von Anjou.
Robin war in erster Ehe mit dem Schauspieler Georges Marchal und in zweiter Ehe mit dem Produzenten Michael Sullivan verheiratet. 
Am frühen Morgen des 25. Mai 1995 wurden Robin und Sullivan nach einem Brand leblos in ihrem Appartement aufgefunden. Trotz erfolgreichen Wiederbelebungsmaßnahmen erlag Robin noch am gleichen Tag in einem Pariser Krankenhaus ihren schweren Verbrennungen.

## Filmografie (Auswahl)
- 1944: Die Gräfin von Lunegarde (Lunegarde)
- 1946: Pforten der Nacht (Les portes de la nuit)
- 1947: Schweigen ist Gold (Le Silence est d'or)
- 1953: Geliebte um Mitternacht (Les amants de minuit)
- 1952: Auf den Straßen von Paris (La fête à Henriette)
- 1952: Sie und Er (Elle et moi)
- 1953: Herz zwischen den Fronten (Les révoltes de Lomanach)
- 1953: Julietta
- 1954: Ein Akt der Liebe (Act of Love)
- 1954: Wer nimmt die Liebe ernst? (Cadet Rousselle)
- 1955: Frou-Frou, die Pariserin (Frou-Frou)
- 1955: Napoleon (Napoléon)
- 1955: Oh, la-la, Cherie (Paris canaille)
- 1955: Zwischenlandung in Paris (Escale à Orly)
- 1956: Bonsoir Paris (Süß ist die Liebe in Paris) (Bonsoir Paris, bonsoir l‘amour)
- 1957: Mimi (Mimi Pinson)
- 1958: Komm mit, Kleiner (Suivez–moi, jeune homme)
- 1959: Der Favorit der Zarin (Le secret du Chevalier d'Éon)
- 1959: Die nach Liebe hungern (Les dragueurs)
- 1960: Die Französin und die Liebe (La Française et l‘amour)
- 1960: Scheidungsgrund: Liebe
- 1961: Galante Liebesgeschichten (Les amours célèbres)
- 1961: Liebe an der Seine (Conduite à gauche)
- 1961: Pariserinnen (Les Parisiennes)
- 1961: Walzer der Toreros (Waltz of the Toreadors)
- 1962: Der Graf mit der eisernen Faust (Les mystères de Paris)
- 1962: Mandrin, der tolle Musketier (Mandrin)
- 1962: Mein Schiff fährt zu dir (Follow the Boys)
- 1962: Wie gefällt Ihnen meine Schwester? (Comment trouvez-vous ma sœur?)
- 1964: Der unheimliche Mörder (Sursis pour un espion)
- 1967: Ist ja irre – Nur nicht den Kopf verlieren (Don’t Lose Your Head)
- 1969: Topas (Topaz)
- 1969: Ein liebenswertes Freudenhaus (The best House in London)